# Margo Geer
Margo Marie Geer (Milford Center, 17 de marzo de 1992) es una deportista estadounidense que compitió en natación.
Ganó dos medallas en el Campeonato Mundial de Natación de 2015 y una medalla de plata en el Campeonato Pan-Pacífico de Natación de 2018.

## Palmarés internacional
| Campeonato Mundial      | Campeonato Mundial | Campeonato Mundial | Campeonato Mundial |
| Año                     | Lugar              | Medalla            | Prueba             |
| ----------------------- | ------------------ | ------------------ | ------------------ |
| 2015                    | Kazán (Rusia)      | Medalla de plata   | 4 × 100 m estilos  |
| 2015                    | Kazán (Rusia)      | Medalla de bronce  | 4 × 100 m libre    |
| Campeonato Pan-Pacífico |                    |                    |                    |
| Año                     | Lugar              | Medalla            | Prueba             |
| 2018                    | Tokio (Japón)      | Medalla de plata   | 4 × 100 m libre    |